# ドリーム・オブ・ユー〜レモンライムの青い風〜
「ドリーム・オブ・ユー〜レモンライムの青い風〜」（ドリーム・オブ・ユー レモンライムのあおいかぜ）は、竹内まりやの2枚目のシングル。1979年2月25日にRCA（現：ソニー・ミュージックレーベルズ）より発売された。

## 解説
- 本作はシングル・レコードとしては累計10万枚台のヒットながら、半年近くTOP100にチャートインし続けた[2]。
- 表題曲の「ドリーム・オブ・ユー〜レモンライムの青い風」は炭酸飲料「キリンレモン」のCMソング[3][4]。
- 2ndアルバム『UNIVERSITY STREET』には、山下達郎のアレンジによるアルバム・バージョンが収録された[5]。
  - 2018年12月26日にデビュー40周年記念として再発された上述のアルバムのリマスター盤には、ボーナス・トラックとしてオリジナルのシングル・バージョンが追加収録された[6]。

## 収録曲
| #  | タイトル                                       | 作詞       | 作曲       | 編曲     | 時間 |
| -- | ---------------------------------------------- | ---------- | ---------- | -------- | ---- |
| A. | 「ドリーム・オブ・ユー〜レモンライムの青い風」 | 竜真知子   | 加藤和彦   | 瀬尾一三 | 3:40 |
| B. | 「すてきなヒット・ソング」                     | 竹内まりや | 竹内まりや | 告井延隆 | 3:38 |

## 収録アルバム
ドリーム・オブ・ユー 〜レモンライムの青い風〜
- UNIVERSITY STREET
- VIVA MARIYA!!
- RE-COLLECTION
- Best Pack
- Morning Glory
- Expressions

すてきなヒット・ソング
- BEGINNING
- RE-COLLECTION
- Best Pack
- Turntable